# Lenszk
Lenszk (oroszul: Ленск) város Oroszország ázsiai részén, Jakutföldön, a Lenszki járás székhelye.
Népessége: 24 966 fő (a 2010. évi népszámláláskor).

## Elhelyezkedése
Jakutföld délnyugati részén, Jakutszktól légvonalban 840 km-re nyugatra, a Léna-felföldön helyezkedik el. Jelentős kikötőváros a Léna bal partján. Országút köti össze a gyémántbányászat hagyományosan központi városával, az északra fekvő Mirnijjel, és tovább Udacsnijjal.

## Története
Az orosz falu az evenki település, Muhtuj helyén keletkezett, legkésőbb 1663-ban. Az evenki név jelentése: 'nagy víz'. 
A 18. század első felében Irkutszk és Jakutszk között kocsiutat jelöltek ki és több pontján, köztük a mai Lenszk helyén az 1730-as években postaállomást létesítettek.  
A 19. század közepén a Vityim medencéjében felfedezett arany hírére „aranyláz” tört ki, ami Muhtuj csendes életébe is változásokat hozott. Eközben a falu a 19. században és a 20. század elején is száműzetések helyszíne volt. 
A Viljuj medencéjében felfedezett gyémántlelőhelyek kiaknázásával kapcsolatban kapott jelentős gazdasági szerepet a 20. században és fejlődött, alakult ki a város. Mint viszonylag legközelebbi kikötő a Lénán, a mirniji építkezések és bányászat bázisa lett. 1956-ban kezdték meg a Mirnijbe vezető 230 km-es országút építését, a falu szélén pedig kikötői létesítmények épültek. 1963-ban járási alárendeltségű várossá nyilvánították, ekkor kapta mai nevét, természetesen a folyóról.

## 21. század
A város a Léna áradását többször megszenvedte, pl. 1966-ban és 1998-ban. Történetének talán legnagyobb árvizét 2001 májusában élte át, amikor a jeges ár szinte az egész várost letarolta, halálos áldozatai is voltak. A helyreállítást, illetve újjáépítést központi forrásokból végezték, de hozzájárult a várossal szoros kapcsolatot tartó ALROSZA gyémántipari cég is. A rakparti sétányt is felújították és négy kilencszintes lakóházat építettek mellette az árvíz után. Azóta a területet 17 m magas, 19 km hosszan kiépített partfal védi a Léna áradásaitól.

## Gazdaság
A városban régóta több telephelye van az ALROSZA (АЛРОСА) cégcsoport szállítási ágazatának (elnevezésében az AL – az almazra. vagyis a gyémántra utal). A részleg elsősorban a mirniji és udacsniji gyémántbányák részére végez közúti árufuvarozást saját tehergépkocsi-parkjával, valamint hozzá tartozik a lénai folyami teherkikötő is.
A Kelet-Szibéria–Csendes-óceán kőolajvezeték egyik fontos állomását Lenszknél alakították ki. Az építtető és üzemeltető Transznyefty állami holding 2006-ban képviseletet nyitott a városban, székházát a 2001-es árvíz során tönkrement, majd lebontott moziépület helyén építették fel. A járás adóbevételeinek jelentős része jelenleg is a Transznyeftytől származik. A cég emellett részt vállal a lakás- és útépítési projektek megvalósításásban, a városi kórház felújításában is.

## Éghajlat
| Hónap                               | Jan.  | Feb.  | Már.  | Ápr.  | Máj.  | Jún. | Júl. | Aug. | Szep. | Okt.  | Nov.  | Dec.  | Év    |
| ----------------------------------- | ----- | ----- | ----- | ----- | ----- | ---- | ---- | ---- | ----- | ----- | ----- | ----- | ----- |
| Rekord max. hőmérséklet (°C)        | −1,0  | 1,0   | 12,6  | 18,9  | 33,4  | 36,2 | 37,3 | 36,3 | 25,1  | 17,1  | 5,7   | −0,1  | 37,3  |
| Átlagos max. hőmérséklet (°C)       | −24,8 | −18,5 | −7,2  | 3,2   | 12,8  | 22,1 | 24,6 | 20,8 | 11,1  | −0,9  | −15,2 | −23,9 | 0,4   |
| Átlaghőmérséklet (°C)               | −28,8 | −24,1 | −14,6 | −3,5  | 6,4   | 14,8 | 17,8 | 14,4 | 6,2   | −4,8  | −19,5 | −28,0 | −5,2  |
| Átlagos min. hőmérséklet (°C)       | −32,9 | −29,6 | −21,9 | −10,3 | 0,0   | 7,4  | 11,1 | 8,0  | 1,2   | −8,7  | −23,8 | −32,1 | −10,9 |
| Rekord min. hőmérséklet (°C)        | −55,8 | −54,2 | −44,2 | −33,2 | −12,8 | −5,2 | 0,1  | −5,5 | −12,4 | −30,8 | −49,1 | −53,3 | −55,8 |
| Átl. csapadékmennyiség (mm)         | 20    | 15    | 14    | 17    | 30    | 46   | 62   | 62   | 44    | 36    | 31    | 22    | 400   |
| Forrás: Ленск погода - meteolabs.ru |       |       |       |       |       |      |      |      |       |       |       |       |       |

## Kultúra
A helytörténeti múzeumot társadalmi összefogással hozták létre, első kiállítását 1977-ben nyitották meg egy faházban. Tizenegy évvel később bezárták, de a gyűjtőmunka folytatódott. 1997-ben nyitották meg újra, majd 2011-ben új, nagyobb épületbe költöztették át. Ottani kiállítását 2013-ban nyitották meg.

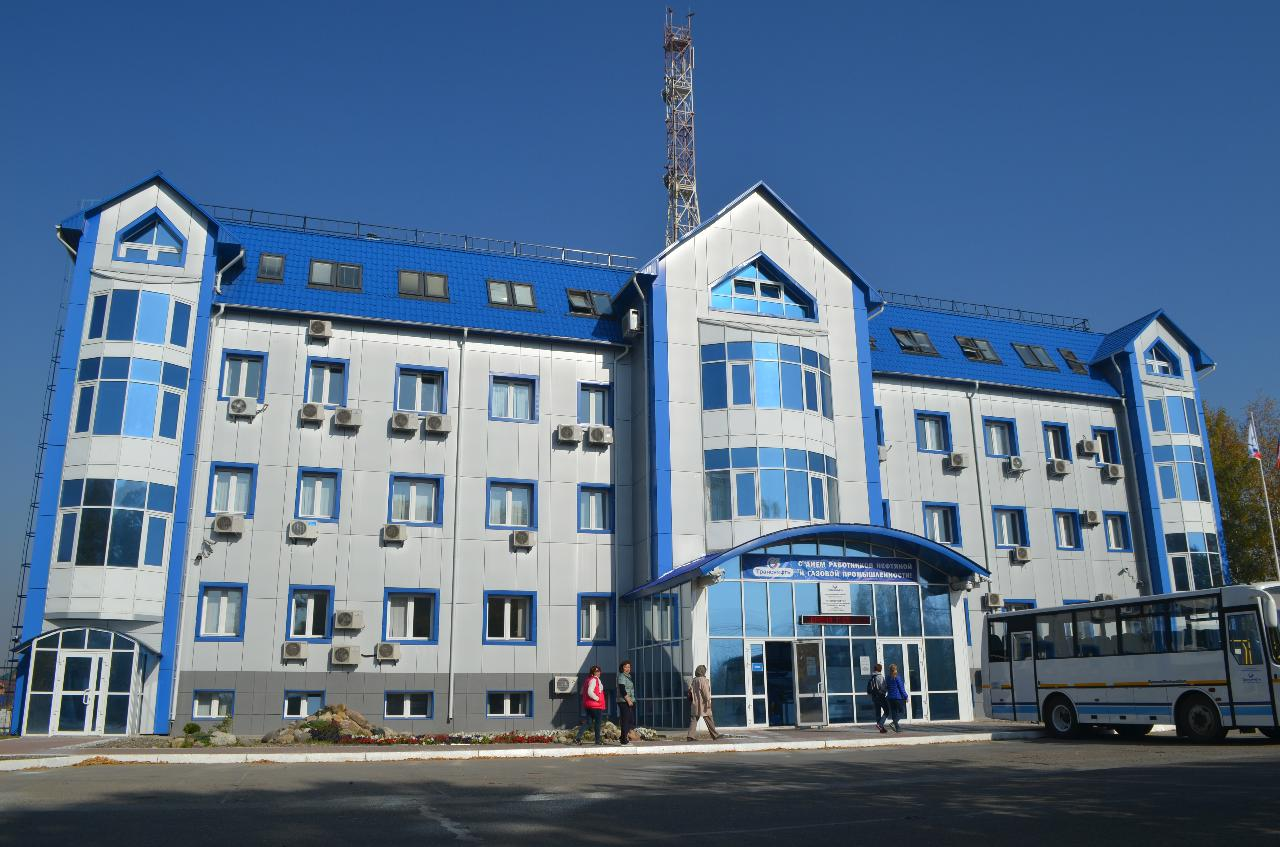
A Transznyefty székháza
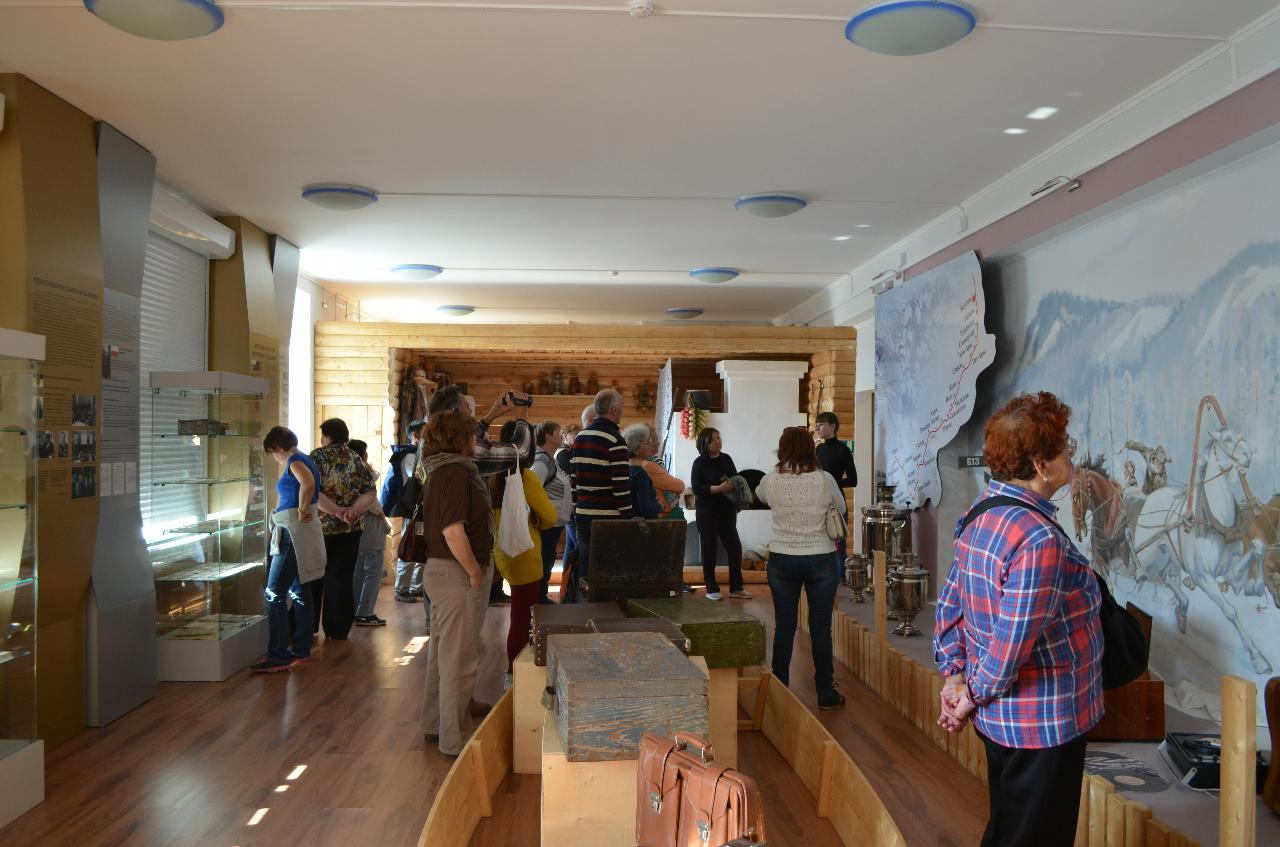
A helytörténeti múzeumban
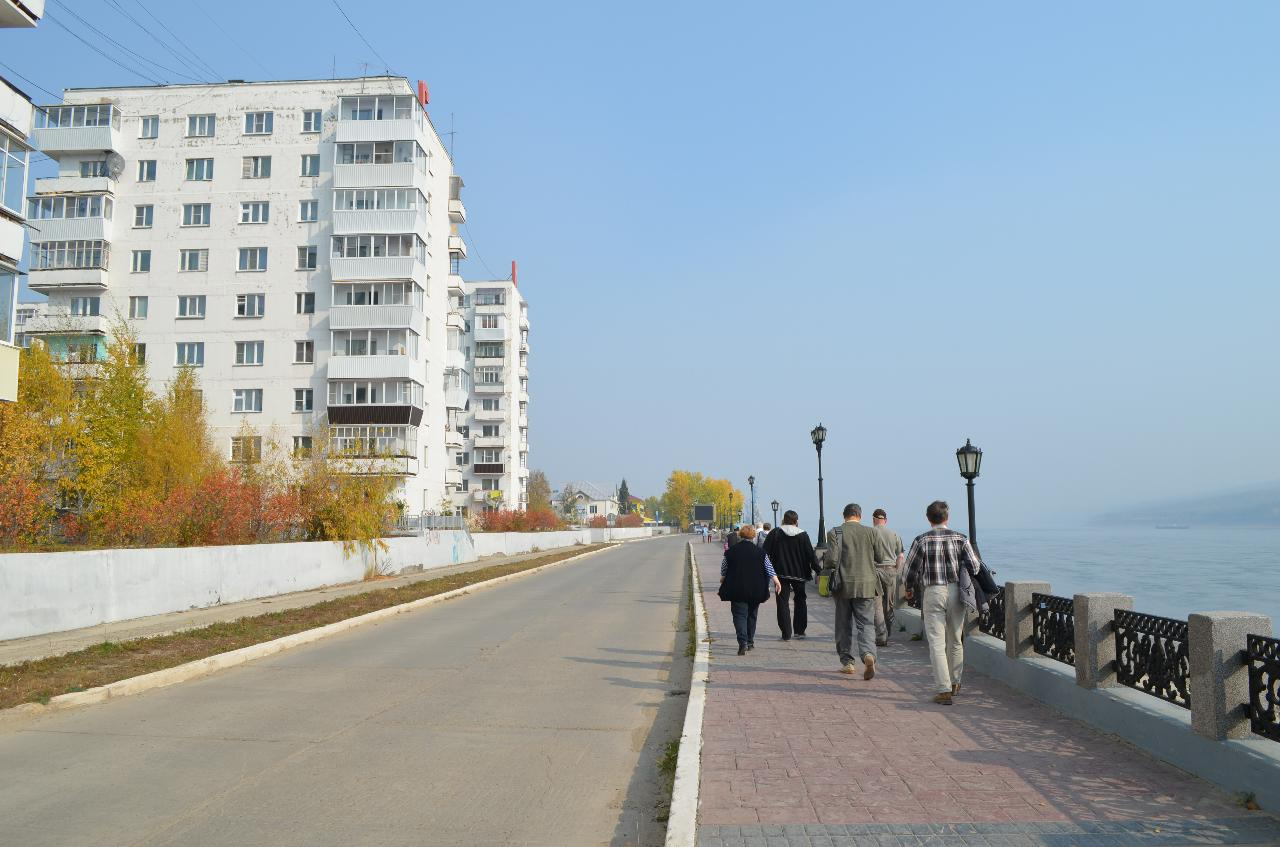
A rakpart a magasházakkal
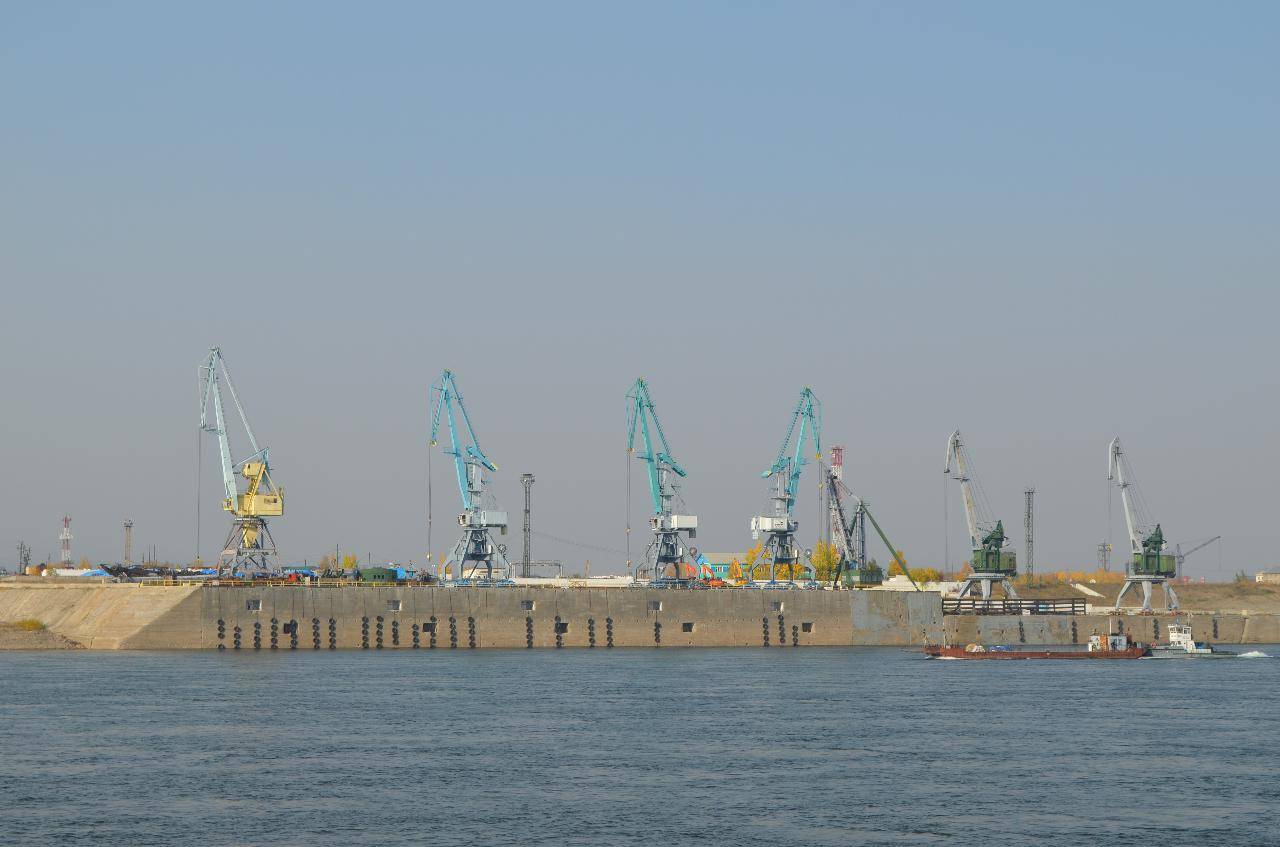
Folyami kikötő a Lénán